# Stade Parsemain
 (octobre 2015).
Si vous disposez d'ouvrages ou d'articles de référence ou si vous connaissez des sites web de qualité traitant du thème abordé ici, merci de compléter l'article en donnant les références utiles à sa vérifiabilité et en les liant à la section « Notes et références ».
Le stade Parsemain est l'anceinte du Istres Football Club et de l'Etoile Sportive Fosséenne. Sa capacité est actuellement de 17 619 places (13 119 places assises + 4500 places debout).

## Histoire
Cette enceinte fut inaugurée le 9 avril 2005, soit six mois après la date initialement prévue, afin que le club istréen soit en conformité avec les règlements concernant les installations liées à la Ligue 1.
La tribune principale compte 3 000 places et 18 loges de 9 à 12 places. Les autres tribunes Est (Paul Langlois) et Sud proposant des places assises sont couvertes (Est) et découvertes (Sud) en structure métallique (9 500 places).
Durant la saison 2012-2013 de Ligue 1, c'est le stade où Mickaël Landreau, gardien évoluant alors à cette époque au Sporting Club de Bastia a battu le long record de 603 matchs de Jean-Luc Ettori (qui lui avait fait 602 matchs), lui aussi ancien gardien. Son record a été battu durant le match Bastia- AC Ajaccio (1-1). Le match s'est joué à huis clos en raison des incidents causés par les supporters bastiais et ajacciens.
Ayant été homologué pour les rencontres de Ligue 1 et de Ligue 2 depuis sa création jusqu'en 2023, le stade Parsemain a été pendant longtemps le stade de repli pour de nombreuses équipes du sud de la France, notamment l'Athlético Marseille en Coupe de France ou les clubs corses de l'AC Ajaccio et du SC Bastia dans des cas de huis clos complets ou de terrain neutre demandé.

## Gestion
Le Stade Parsemain était depuis sa création la propriété de la commune d'Istres. Le 22 Juillet 2022, la plupart des équipements sportifs liés au Stade à l'exception du terrain d'honneur ont été transférés à la ville de Fos-sur-Mer; transfert qui amène le stade a accueillir des concerts et des festivals.
Le terrain d'honneur sera transféré définitivement à la ville de Fos-sur-Mer le 1er Janvier 2025, donnant ainsi les pleins pouvoirs à la ville de Fos-sur-Mer d'exploiter l'intégralité du complexe.
Ce transfert devrait amener la ville à investir davantage dans le stade pour que celui-ci devienne la résidence principale de l'Étoile Sportive Fosséenne sur le long terme. La cohabitation avec le Istres FC devrait également perdurer encore dans le temps au vu des liens étroits avec la commune d'Istres.